# Joby Aviation

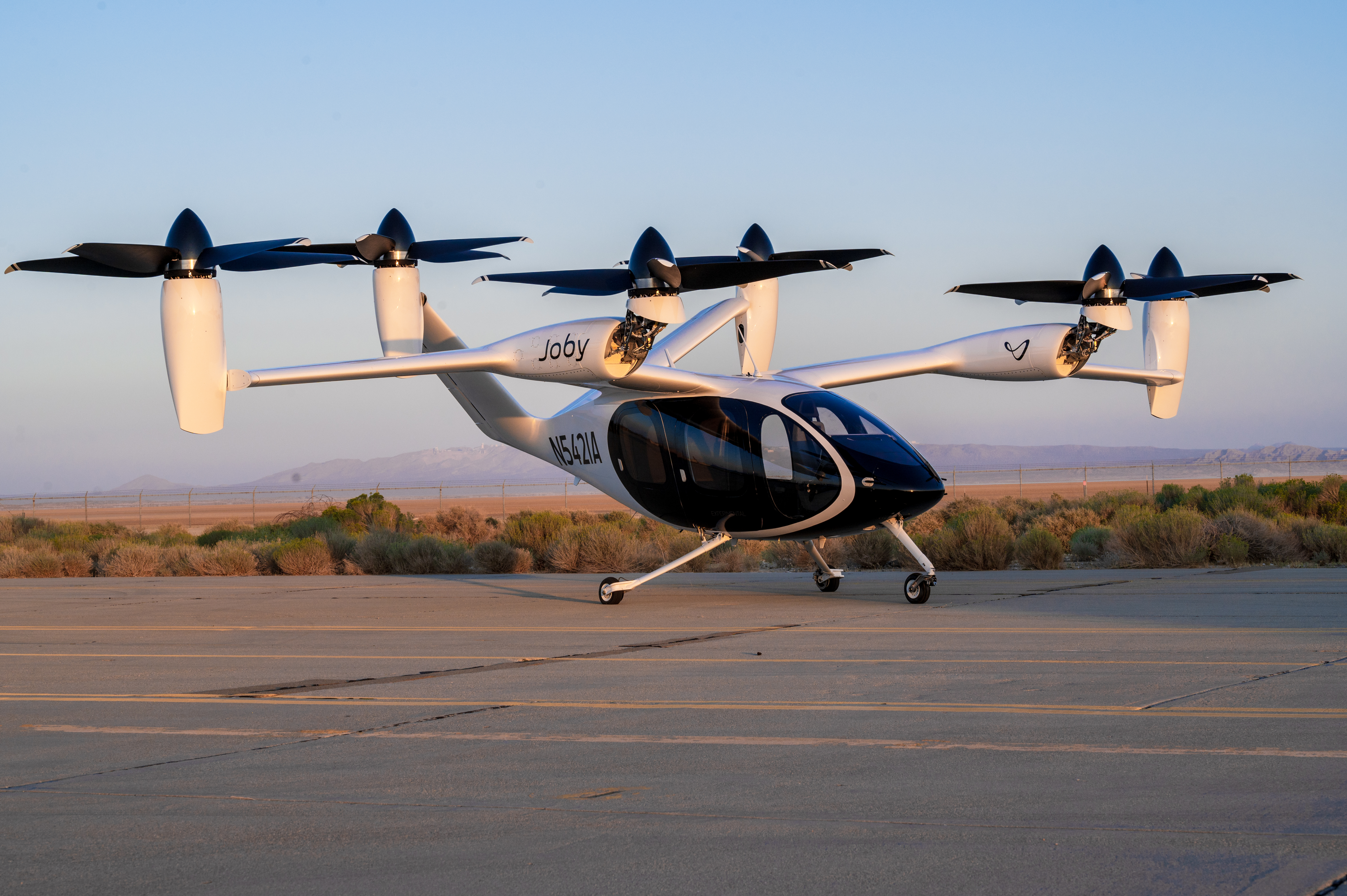
Prototyp des Kombinationsflugschraubers von Joby Aviation, 2023

Joby Aviation ist ein US-amerikanisches Luftfahrtunternehmen mit Sitz in Santa Cruz in Kalifornien. Joby Aviation entwickelt ein elektrisch angetriebenes, senkrecht startendes und landendes Luftfahrzeug (eVTOL), mit dem ein Lufttaxidienst betrieben werden soll. Das Unternehmen hat Büros in Kalifornien und München.

## Geschichte
Joby Aviation wurde 2009 als eines von mehreren Projekten gegründet, die der Unternehmer JoeBen Bevirt mit dem Erlös aus erfolgreichen Exits seiner früheren Unternehmen ins Leben rief. Laut der Website des Unternehmens wurden in den ersten Jahren verschiedene Komponenten potenzieller Elektroflugzeuge erforscht, darunter Elektromotoren, Flugsoftware und Lithium-Ionen-Batterien. Diese Forschung führte dazu, dass Joby an den NASA-Projekten LEAPTech und X-57 Maxwell teilnahm, bevor es sein eigenes Lufttaxikonzept entwickelte. Dies führte zur Entwicklung eines unbemannten Prototyps im Jahr 2017 und eines Produktionsprototyps im Jahr 2019.
2018 investierten JetBlue, Intel und Toyota in einer Finanzierungsrunde in das Unternehmen. Am 15. Januar 2020 gab Joby Aviation eine weitere Finanzierungsrunde in Höhe von insgesamt 590 Millionen US-Dollar bekannt, die von der Toyota Motor Corporation angeführt wurde, und eine Produktionspartnerschaft mit Toyota. Im Dezember 2020 erwarb Joby Aviation Elevate, die Lufttaxi-Sparte von Uber, und erhielt außerdem eine Investition von 75 Mio. Dollar von Uber, wodurch sich die Gesamtfinanzierung von Joby Aviation auf 820 Mio. Dollar erhöhte.
2021 kündigte das Unternehmen eine Partnerschaft mit Garmin an, um Flugdeckausrüstungen zu liefern und gab bekannt, dass es mit der Federal Aviation Administration (FAA) eine G-1-Zertifizierungsgrundlage für sein Flugzeug vereinbart hat, die einen klaren Weg zur Zertifizierung für den kommerziellen Betrieb ermöglicht. Im gleichen Jahr kündigte Joby Aviation seinen Börsengang an durch Fusion mit einer von Reid Hoffman und Mark Pincus gegründeten börsennotierten Zweckgesellschaft namens Reinvent Technology Partners.
Am 16. Februar 2022 stürzte einer der beiden eVTOL Prototypen des Unternehmens bei einem unbemannten Testflug über Kalifornien ab. Menschen kamen dabei nicht zu Schaden. Bevirt meint, aus dem Vorfall wurden wertvolle Erkenntnisse gezogen, aber „wir erwarten nicht, dass sie wesentliche Auswirkungen auf das Programm oder das Flugzeugdesign haben“.
Obwohl die FAA die Zertifizierung und Zulassung neuer eVTOL-Flugzeuge ändert, erwartet Joby Aviation weiterhin die Zulassung ihres ersten Serien-Fluggeräts Joby S4 vor Ende 2024. Laut Joby ist die Designabsichts-Version der Antriebseinheit hergestellt. Ein Fluggerät, das etwa 80 Prozent der MFA-Bestimmungen erreicht, wurde bei der FAA eingereicht. Das erste Flugzeug wurde im Juni 2023 fertiggestellt. Der erste Kunde wird die United States Air Force sein, die das erste Flugzeug 2024 für eine Reihe von möglichen logistischen Einsätzen auf der Edwards Air Force Base testen wird. Bis zur FAA-Zulassung wird das Flugzeug mit einem speziellen Zertifikat fliegen. Die kommerzielle Nutzung ist ab 2025 geplant.

## Joby S4
Entsprechend der konstruktiven Auslegung ist das eVTOL Luftfahrzeug Joby S4 als Kipprotor-Flugzeug anzusehen, da es seine 6 Rotoren um die Querachse aus der Vertikalachse für den Schwebeflug in die Horizontale drehen kann und für den Horizontalflug über starre Tragflächen verfügt.

## Flugtaxidienst
Joby hat vor, sein eVTOL in Serie zu produzieren und einen pilotengesteuerten Lufttaxi-Dienst auf Abruf zu betreiben. Das Fluggerät wird elektrisch betrieben und arbeitet lokal emissionsfrei. Der kommerzielle Betriebsstart war zunächst für 2024 geplant, wurde jedoch auf 2025 verschoben.